# Маргарита Міллер-Вергі
Маргарита Міллер-Вергі (рум. Mărgărita Miller-Verghy; ім'я також Маргарета, прізвище також Міллер-Вергі; повне ім'я також Марг. МВ.; 1 січня 1865 — 31 грудня 1953) — румунська світська дама та письменниця, шкільна вчителька, журналістка, критикиня і перекладачка. Як культурна активістка на початку Першої світової війни була організаторкою літературного клубу германофільських тенденцій, а пізніше разом з Аделою Ксенополь брала участь у створенні феміністичних культурних майданчиків. Її головний внесок у румунську літературу включає переклади англійської літератури, історію жіночого письма в національному контексті, цикл повістей і впливовий детективний твір. Багато інших її робіт були описані як посередні та дидактичні.
Хоча через нещасний випадок вона повністю осліпла, протягом 1920-х і 30-х Міллер-Вергі залишалася активною як письменниця та феміністка. Вона допомогла створити благодійну мережу, заснувала деякі з перших жіночих асоціацій Румунії та була піонеркою румунського скаутингу. Близько 1940 року вона також була відома своєю роботою в радіодрамі.
Як світська левиця Міллер-Вергі була відома стосунками з видатними культурними діячами. Серед них були письменники Барбу Штефанеску Делавранча, Матею Карагіале та Лучія Деметріус, а також музикант Селла Делавранча.

## Життєпис

### Раннє життя
Маргарита Міллер-Вергі, народжена в місті Ясси, мала частково польське походження. Мати, Олена Вергі, належала до боярської аристократії Молдавського князівства; її батько, другий чоловік Олени, був нащадком графів Мілевських, але носив ім'я Георге Міллер. Окрім викладацької кар'єри, батько був політично активним, займаючи місце в сенаті Румунії. Сім'я була пов'язана з родиною авторів Йонел Теодоряну та Пасторела Теодореану, а Маргаріта також була схожа на членів аристократичної родини Ґіка, будучи тіткою світської левиці Ґриґоре «Ґріґрі» Ґіки.
Батько раптово помер у 1869 році. Мати відвезла сестер до Швейцарії, де молода Маргарита, якій помилково поставили діагноз «хвороба Пота», мала отримати спеціалізоване лікування. Вони провели близько восьми років за кордоном, за цей час Маргарита, обдарована, але хвороблива дитина, засвоїла стандартну класичну культуру і навчилася розмовляти шістьма мовами.
Сім'я оселилася в Бухаресті в 1870-х, витративши на той час більшу частину свого спадку Міллера. Маргарита вступила на службу в Бухарест. Олена Вергі керувала школою для дівчат, яка відзначилася тим, що першою в Румунії провела іспити на отримання ступеня бакалавра для жінок (1874), а також тим, що найняла на роботу вчителями деяких румунських літературних знаменитостей. Маргарита навчалася в закладі своєї матері, але здобула ступінь бакалавра в середній школі Олени Доамни в 1877 році.
Приблизно в той час старша сестра Марґарити, Олена, стала дружиною судді Олександру Лупашку. Троє Міллер-Вергі фактично усиновили Штефенеску Делавранча, письменника-дебютанта неаристократичного походження, який згодом став героєм румунських неоромантичних кіл. Підліткою Міллер-Вергі була особливо близька зі Штефанеску Делавранчем, з яким листувалася. Деякий час він залицявся до неї, але зрештою зробив пропозицію Олені Лупаску; вони одружилися в лютому 1887 року.
Усі три жінки часто відвідували вищий світ літературних товариств, складаючи компанію В. А. Урекії, Августу Требоніу Лауріану та, як стверджують, Едмону де Гонкуру. У 1880-х Марґаріта познайомилася з Міхаєм Емінеску, пізніше визнаним національним поетом Румунії. 
Вона почала власну письменницьку кар'єру в 1883 році, коли одну з її новел опублікувала щоденна газета Națiunea під підписом Marmill. У 1892 році вона спробувала сили в перекладі французькою деяких творів Емінеску, будучи, можливо, першою людиною, яка опублікувала такі переклади віршів. У її перекладі вийшов том «Quelques poésies de Michaïl Eminesco» («Деякі з віршів Міхая Емінеску»). її перша книга була опублікована в Женеві 1901 року. З передмовою поета Александру Влахуце співробітники журналу Familia оцінили його як «видатний».

### Студентка та викладачка університету Олени Доамни

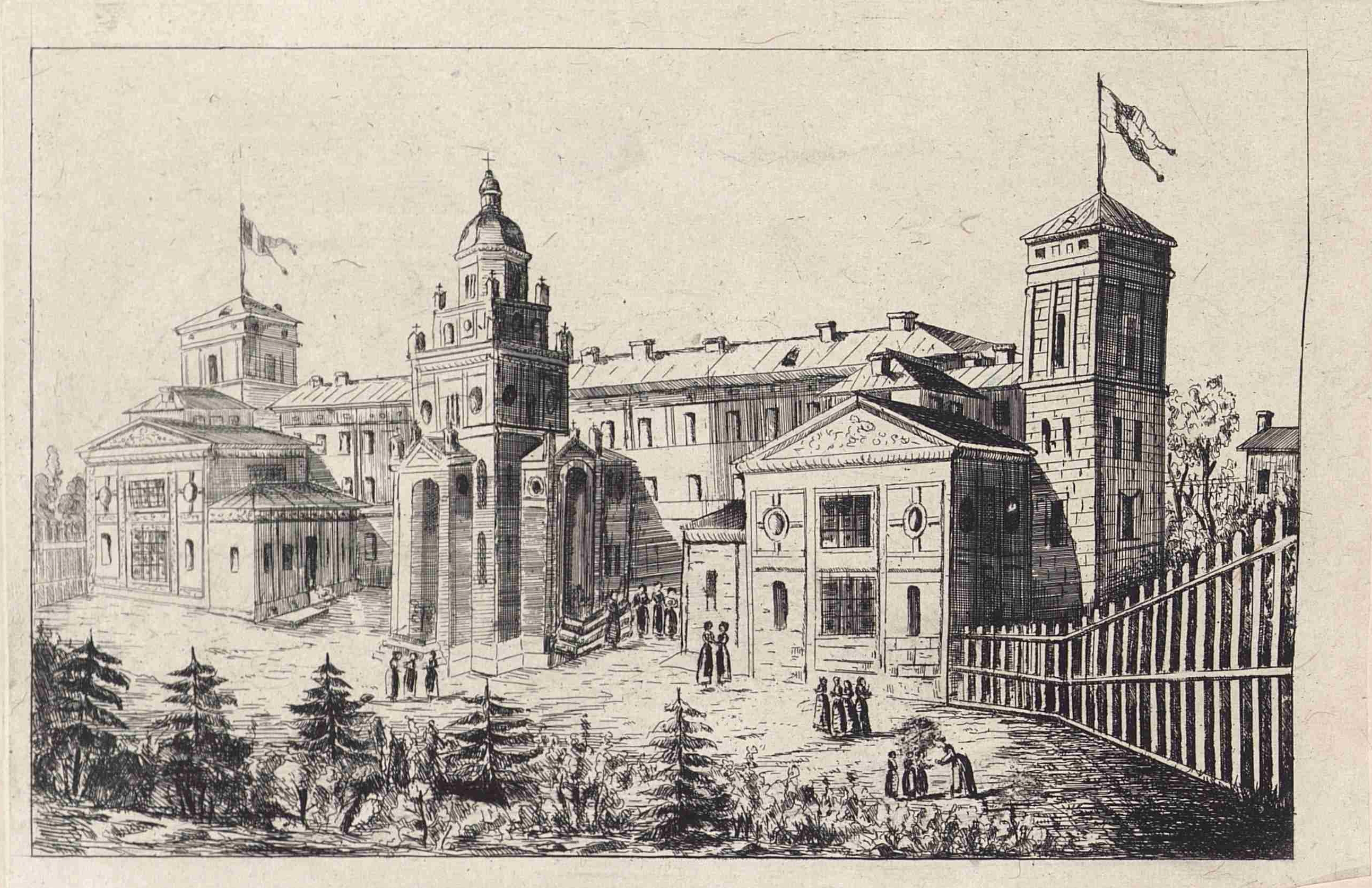
Вид на притулок і середню школу імені Олени Доамни, бл. 1882 р.

Міллер-Вергі продовжила навчання в Женевському університеті, де вивчала літературу та здобула науковий ступінь доктора філософії (1894—1895). Після другого повернення зі Швейцарії Міллер-Вергі стала вчителькою у школах для дівчат у Бухаресті та була директоркою школи Олени Доамни. У 1900 році вона опублікувала власний посібник для вивчення французької мови, pentru usul claselor superióre de liceie și externate («для використання в середніх школах і екстернатних школах»), а в 1903 році був переклад французькою мовою "Мальовничої Румунії " Влахуце. Як Ariel, вона вела постійну колонку в бухарестській газеті La Patrie, а також писала статті до літературного огляду Sămănătorul, для якого вона використовувала підпис Dionis («Діоніс»). Крім того, Міллер-Вергі стала віце-президенткою клубу Maison d'Art, філантропічного товариства, яке очолює принцеса Єлизавета Румунська.
Допомагаючи в організації відділу професійної освіти в школи Олени Доамни та виставляючи його роботи в Румунському Атенеумі (1907), вона видала брошуру на тему мистецтва та ремесел (1908). Вивчаючи цей інтерес, вона запатентувала свій власний навчальний посібник для дівчат про ткацький верстат, який вона назвала Statu-Palmă.
Міллер-Вергі все ще цікавилася перекладами Емінеску, працюючи з Аделою Ксенополь над п'єсою, яка містила вірші Емінеску (1909). Потім був переклад «Короля Ліра» Вільяма Шекспіра, використаний Національним театром Бухареста. Національний театр також запросив її для перекладу «Макбета» та «Як вам це подобається», а потім «Клякса в „Скатчеоні“» Роберта Браунінга.
Як мистецтвознавиця і дослідниця традиційних технологій, Міллер-Вергі досліджувала походження ткацьких візерунків і символів, роблячи обґрунтовані припущення про їхнє дохристиянське походження. Вона обговорювала свастику як символ позитивного і негативного змісту. Вона припустила, що фракійські предки румунів створили Троянську та Етруську цивілізації. Результатом такої роботи стали альбоми Izvoade strămoșești («Стародавні джерела») і Motifs anciens de décorations roumaines («Стародавні румунські візерунки та прикраси»), обидва в 1911 році. Того ж року вона представляла Румунію на першому Всесвітньому конгресі з педології.
Міллер-Вергі також написала цикл коротких прозових творів, які вона підписала псевдонімами Marg. M-V. , Mama Lola та Ion Pravilă. Вони включали мемуари та внесок у дитячу літературу, відзначаючись як своєю вишуканістю, так і сентиментальністю. Її надихнув і включив текст Дж. Бруно. Літературний критик Б'янка Бурца-Чернат називає стиль таких книжок «романтично-моралізаторською прозою для жіночих шкіл». Інші зараховують її до числа перших жінок-представниць сучасної літератури в Румунії. Сучасники добре сприйняли творчість її дітей: у 1912 році її книжка для підлітків Copiii lui Răzvan («Діти Резвана») була відзначена премією Румунської академії Аліни Штирбей.
Протягом свого життя Міллер-Вергі працювала в різноманітних газетах і журналах, особливо у Viața Românească, Dreptatea, Flacăra та франкомовному La Roumanie. Вона також мала сильний соціальний профіль, будучи членом керівних комітетів кількох асоціацій і авторкою багатьох підручників. У 1912 році Flacăra опублікував її переклад Елізабет Баррет Браунінг. Разом з Ізабелою Садовяну-Еван, Букурою Думбраве та іншими письменницями Міллер-Вергі також була членом-засновником Асоціації Româncele Cercetașe, ранньої гілки румунського скаутингу (створеної в 1915 році, предка Asociația Ghidelor și Ghizilor din România).

### Перша світова війна і після неї

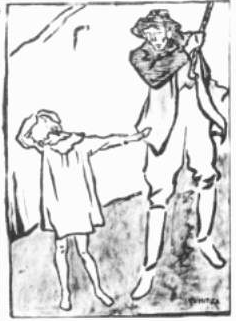
Карикатура Ніколи Тоніци 1920 року, що критикує соціальну ізоляцію дітей-сиріт війни. Чоловік, який збирається вдарити дитину, вигукує: «Сирота війни і жебрає? Не забувай про своє звання, дерненька!»

До 1914 року Міллер-Вергі стала офіційною перекладачкою англомовної румунської кронпринцеси (з 1916 року королеви-консорта) Марії Единбурзької. Цей літературний дует дебютував казкою Visătorul de vise («Мрійник снів»), відредагованою газетою Flacăra, а потім Ilderim, Poveste în umbră și lumină («Ilderim: Казка про світло й тінь»). Через рік Міллер-Вергі також написала румунську версію оповідання Марії «Чотири пори з життя людини» (Patru anotimpuri din viața unui om), видання, проілюстроване художником Ніколае Грантом. Королева Марія зацікавилася іншими роботами Міллер-Вергі та з ентузіазмом сприйняла її переклад «Садівника» Рабіндраната Тагора. 1915 року вона також опублікувала румунську версію «Сонетів Браунінга» з португальської.
У 1914—1916 роках, у період між початком Першої світової війни та приєднанням Румунського королівства до держав Антанти, Міллер-Вергі була активісткою культурного кола в Бухаресті, відомого своєю германофільською прихильністю та підтримкою Центральних держав. Цей клуб часто відвідували піаністка Селла Делавранча (донька Барбу Делавранча) і поет Матею Карагіале. Саме тут Карагіале зустрів Маріку Сіон, з якою одружився 1932 року. Міллер-Вергі надала протекцію збіднілому Карагіале і, за словами Ґріґрі Ґіци, допомогла йому зберігати свої речі у стайні, що належала їй. Ґіца також описує здивування своєї тітки, коли вона дізналася, що Матей Карагіале використовує цю будівлю для проживання своєї злиденної матері. За інтерпретацією одного з критиків, Міллер-Вергі надихнула Карагіале на створення персонажа Ареті у прозовому творі Sub pecetea tainei («Під печаткою таємниці», 1930).
У 1916 році Румунія офіційно увійшла до Антанти і після нетривалих успіхів була захоплена Центральними державами. Під час битви за Бухарест школа Олени Доамни стала переповненим військовим шпиталем, а Міллер-Вергі — зареєстрованою медсестрою Румунського Червоного Хреста. Під час окупації Бухареста в червні 1918 року вона разом з Марукою Кантакузіно допомогла заснувати благодійне товариство для дітей-сиріт війни. Фінансований благодійними магазинами, воно продовжувало допомагати дітям, які цього потребували, навіть після поразки Центральних держав і повернення до Бухареста румунської армії.
Маргарита Міллер-Вергі продовжувала культурну діяльність у міжвоєнний період. Її внески включають туристичний путівник La Roumanie en images («Румунія в картинках», Париж, 1919), який був проданий французькій та міжнародній аудиторії з надією покращити обізнаність про Велику Румунію. Тоді ж Міллер-Вергі завершила роман, названий на честь Теано, персонажа грецької міфології, і п'єсу Pentru tine («Для тебе»), опубліковану відповідно під іменами Діоніс таIlie Cambrea. Французьке видання Theano, опубліковане Éditions Grasset, було надіслано автором Джону Голсуорсі, англійському романістові та драматургу. В обмін на це вона просила дозволу перекласти його «Братство». Голсуорсі написав подяку Міллер-Вергі, але повідомив її, що потрібно вирішити питання авторських прав.
19 травня 1922 року Маргарита Міллер-Вергі була прийнята до Товариства румунських письменників, першої в країні професійної організації у своїй галузі. На той час вона була менеджеркою невеликого бухарестського театру (належав Maison d'Art), відомого тим, що в ньому були розміщені експериментальні постановки сценариста-режисера Бенджаміна Фондана і театральний фестиваль, на якому була присутня королева Марія. Вона поверталася до дитячої літератури і, як Іліє Камбреа, підготувала проект для сценарію та німого фільму Fantomele trecutului («Привиди минулого»).

### 1924 аварія і відновлення
Її кар'єра ледь не перервалася 1924 року. Під час візиту до Парижа її збила вантажівка, і вона втратила зір на обидва ока. Вона кілька років лікувалася в клініці в Нанті, але так і не одужала повністю. Однак цей інцидент відновив інтерес Міллер-Вергі до духовності. У середині 1920-х років вона була зареєстрованим членом Теософського товариства, до якого також приєдналася її подруга Româncele Cercetașe, Букура Думбраве.
Перейшовши на диктовку, Міллер-Вергі все ще зберігала доступ до літературних справ. У 1925 році вона приєдналася до своєї старої подруги Адели Ксенополь, на той час феміністки, у створенні Societatea Scriitoarelor Române («Товариство румунських жінок-письменниць»). Організація виступила проти Товариства румунських письменників, назвавши його «сексистським», і обрала Міллер-Вергі своєю віце-президенткою.
Маргарита дописувала до його трибуни Revista Scriitoarei («Огляд жіночого письменства»), приєднавшись до письменницького колективу, до якого також входили діячки культури Ксенополь, Констанца Ходош, Аїда Вріоні, Ана Конта-Кернбах, Софія Недейде, Гортензія Пападат-Бенджеску та Садовеану- Еван. Засноване як суто жіноча спілка, у 1928 році товариство порозумілося з Товариством румунських письменниківі авторами-чоловіками, коли видання змінило назву на Revista Scriitoarelor și Scriitorilor Români («Огляд письменників жінок і чоловіків»). Того ж року Societatea Scriitoarelor Române проголосувала за саморозпуск.
Міллер-Вергі налагодила стосунки з різними іншими літературними діячками, серед яких була письменниця Лючія Деметріус, з якою вона стала близькими друзями та Олена Вакереску, яка видавала стипендії Maison d'Art. Протягом 1930-х років цей клуб придбав вілли в Балчику, які потім використовували як будинки для відпочинку художники та скульптори, і організував серію музичних вечірок. З 1930 року Міллер-Вергі також планувала благодійну схему, за якою учнениці школи Олени Доамни оплачували пенсії своїх шкільних вчительок, що вийшли на пенсію.
Між 1934 і 1936 роками Маргарита Міллер-Вергі працювала над перекладом з англійської повної автобіографії королеви Марії «Моє життя». Паралельно вона випустила румунські версії «Братства жаби» Едгара Воллеса та «Бахаулла і нова ера» Джона Есслемонта.
Свої власні новели вона зібрала в том, опублікований у 1935 році як Umbre pe ecran («Тіні на екрані»). Твір отримав похвалу від старейшини румунського модернізму Еугена Ловінеску: «принаймні одна з них, „Щоб я міг померти“, викликає захоплення». Через два роки Національний театр Бухареста поставив її адаптацію казки Євфросини Палла Prințul cu două chipuri («Дводикий принц»). Це була вистава, спеціально орієнтована на дітей, але торкалася складних тем (моральний дуалізм, хіть, людські жертви) і містила довгі монологи. Критики визнали його несмачним.
Паралельно Міллер-Вергі стала історіографинею румунського фемінізму. Вона та Екатеріна Сандулеску опублікували Evoluția scrisului feminin în România («Еволюція жіночого письма в Румунії»), передмову до якої написав той же Ловінеску. Румунська лінгвістка і критикеса Санда Голопенція називає це «одним з найважливіших посилань для будь-якого дослідження, присвяченого літературі, написаній румунськими жінками». За словами дослідниці Олени Захарії-Філіпаш, Evoluția scrisului feminin… містить «виняткові» деталі щодо об'єкта свого дослідження, «і багато разів є унікальним джерелом». Хоча вона високо оцінює книгу як «рідкісну, корисну і з антикварним шармом», Б'янка Бурца-Чернат не погоджується із Захарією-Філіпаш щодо її точної важливості, зазначаючи, що Міллер-Вергі та Сандулеску не змогли навіть згадати кількох важливих жінок-письменниць.

### Останні роки
До і під час Другої світової війни Міллер-Вергі активно займалася драматургією. Бухарестські трупи поставили її Garden-party (1938) і După bal («Після балу», 1939). Радіо Бухарест показало її аудіоп'єси Derbyul («Дербі») і Ramuncio. Академія вручила їй нагороду 1944 року на честь її роману Cealaltă lumină («Те інше світло»).
У 1946 році, незважаючи на свою сліпоту та вікові хвороби, Міллер-Вергі опублікувала свій найвідоміший твір фантастики Prințesa în crinolină («Принцеса в криноліні»). Це був прорив у популярній фантастиці та румунському детективному романі. «Сенсаційна таємниця» з присвятою «подрузі, яка назавжди вороже ставиться до детективних романів», представила стиль, який мав вплинути на нове покоління жінок-письменниць. Книга розповідає про розслідування детективів-аматорів Діомеда і Флоріна, які разом зі своєю колегою Клелією (переодягненою муляром) викривають убивцю молдавської княгині Ралу Музуріді. За сюжетом вони подорожують церквами Північної Молдови та трансільванським містом Брашов, відвідують світські вечірки та зустрічаються з вигаданою версією журналіста англійського походження Гордона Сеймура.
Війна довела Міллер-Вергі до бідності, і вона покладалася на подачки своїх колишніх студенток. Вона все ще мала контракти як перекладачка: Strangers May Kiss Урсули Парротт (у її версії вона називалася «Лісбет»), а потім Rhoda Fleming Джорджа Мередіта. У перші роки комуністичного режиму вона зробила свій останній внесок драматургині: Gura lumii («Люди говорять») і Afin și Dafin («Чорниця і лавр»).
Письменниця померла 1954 року у своєму будинку в Бухаресті, де її родина готувалася зустріти Новий рік. Її поховали разом із матір'ю Оленою на кладовищі Беллу в Бухаресті.